# Слотвины
Слотвины (пол. Słotwiny) — пассажирская и грузовая железнодорожная станция в селе Слотвины в гмине Колюшки, в Лодзинском воеводстве Польши. Имеет 2 платформы и 2 пути.
Станция построена в 1885 году, когда эта территория была в составе Царства Польского.